# Priocnemis gussakovskii
Priocnemis gussakovskii (лат.) — вид дорожных ос рода Priocnemis (подрод Umbripennis, Pompilidae).

## Распространение
Дальний Восток: Приморский край (в том числе, заповедник Кедровая Падь, Лазовский заповедник, Уссурийский  заповедник), Хабаровский край (Большехехцирский заповедник), Амурская область, Республика Корея.

## Описание
Длина тела самцов 7,0—9,0 мм, самок — 8,0—11,0 мм. Основная окраска тела чёрная. Лёт отмечен в мае, июне и июле. Предположительно, как и другие виды своего рода охотятся на пауков. Вид был назван в честь российского гименоптеролога Всеволода Владимировича Гуссаковского (1904—1948).